# The Informer (film, 1912)
Pour les articles homonymes, voir The Informer.
The Informer est un film américain réalisé par D. W. Griffith, sorti en 1912.

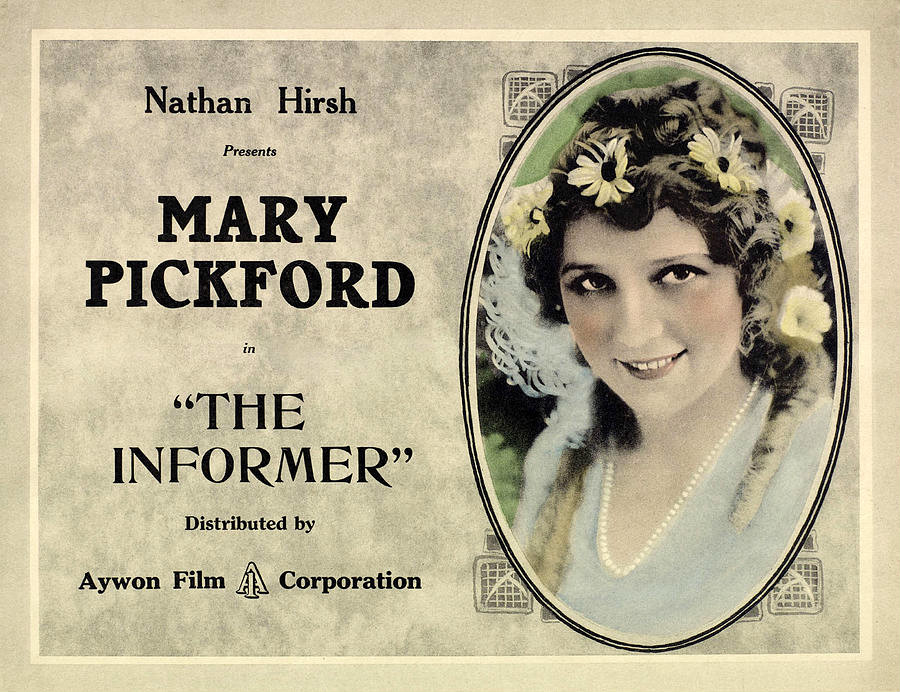
Carte promotionnelle du film

Le dénouement du film est similaire celui de Naissance d'une nation (The Birth of a Nation).

## Fiche technique
- Réalisation : D. W. Griffith
- Scénario : George Hennessy
- Photographie : G. W. Bitzer
- Distributeur :  General Film Company
- Durée : 18 minutes
- Date de sortie : 21 novembre 1912

## Distribution
- Walter Miller : capitaine confédéré
- Mary Pickford : fiancée du capitaine
- Henry B. Walthall : The False Brother
- Kate Bruce : la mère
- Harry Carey : caporal de l'Union
- Lionel Barrymore : soldat
- Elmer Booth : soldat
- Clara T. Bracy : domestique noir
- Christy Cabanne
- Edward Dillon : soldat confédéré
- John T. Dillon : soldat
- Dorothy Gish
- Lillian Gish
- Joseph Graybill : soldat
- Robert Harron
- W. Chrystie Miller
- Gertrude Norman
- Alfred Paget: général confédéré
- Jack Pickford : un garçon